# Campionati nordici di lotta 2015
I campionati nordici di lotta 2015 si sono svolti a Bodø, in Norvegia, dal 22 al 24 maggio 2015.

## Podi

### Lotta greco-romana
| Evento        | Oro                 | Argento              | Bronzo             |
| Fino a 59 kg  | Sebastian Aak       | Mazyar Shirmohammadi | Mikkel Lassen      |
| Fino a 66 kg  | Stig André Berge    | Mikko Peltokangas    | Mikkel Wind        |
| Fino a 71 kg  | Zakarias Tallroth   | Fredrik Bjerrehuus   | Niko Erkkola       |
| Fino a 75 kg  | Christoffer Nilsson | Rajbek Bisultanov    | Lars Hirvi         |
| Fino a 80 kg  | Mark Madsen         | Alexander Jersgren   | Hardo Toots        |
| Fino a 85 kg  | Kristofer Johansson | Eerik Aps            | Anders Malmstrøm   |
| Fino a 98 kg  | Marthin Nielsen     | Alo Toom             | Teodoros Tunusidis |
| Fino a 130 kg | Johan Eurén         | Heiki Nabi           | Oskar Marvik       |

### Lotta libera femminile
| Evento       | Oro               | Argento        | Bronzo         |
| Fino a 48 kg | Silje Kippernes   | Amanda Wikman  | Ramona Eriksen |
| Fino a 53 kg | Ronja Burø        | Maria Tansbo   | ----           |
| Fino a 58 kg | Grace Bullen      | Liis Järvamägi | ----           |
| Fino a 63 kg | Signe Marie Store | Tilda Tärnklev | Anette Traks   |
| Fino a 69 kg | Iselin Solheim    | ----           | ----           |